# Seznam účastníků Smlouvy o všeobecném zákazu jaderných zkoušek
| Příloha 2, podepsána a ratifikována Příloha 2, pouze podepsána Příloha 2, nepodepsána | Mimo přílohu 2, podepsána a ratifikována Mimo přílohu 2, pouze podepsána Mimo přílohu 2, nepodepsána |

Účast ve Smlouvě o všeobecném zákazu jaderných zkoušek
Příloha 2, podepsána a ratifikována
Příloha 2, pouze podepsána
Příloha 2, nepodepsána
Mimo přílohu 2, podepsána a ratifikována
Mimo přílohu 2, pouze podepsána
Mimo přílohu 2, nepodepsána

Smluvní státy Smlouvy o všeobecném zákazu jaderných zkoušek (CTBT) jsou státy, které podepsaly a ratifikovaly mezinárodní dohodu zakazující veškeré jaderné výbuchy ve všech prostředích. Technicky nebudou „účastníky“, dokud smlouva nevstoupí v platnost, v tomto okamžiku budou tyto státy také členskými státy Organizace smlouvy o všeobecném zákazu jaderných zkoušek (CTBTO), která vznikne po vstupu smlouvy v platnost. Jsou také uvedeny státy, které nejsou smluvními stranami, včetně těch, které jsou signatáři a které nikoli. Signatářské státy jsou členy Přípravné komise CTBTO.
24. září 1996 byla dána k podpisu Smlouva o všeobecném zákazu jaderných zkoušek (CTBT). Všech pět států s jadernými zbraněmi uznaných na základě Smlouvy o nešíření jaderných zbraní (Čína, Francie, Rusko, Spojené království a Spojené státy) podepsalo smlouvu a 66 dalších států následovalo toho dne. Fidži se stalo prvním státem, který smlouvu ratifikoval 10. října 1996. K září 2023 smlouvu podepsalo 187 států a ratifikovalo 178 států. Nejnověji Srí Lanka ratifikovala smlouvu v červenci 2023.
Podpisy jsou přijímány v sídle Organizace spojených národů v New Yorku oprávněnými zástupci státu. Ratifikace se provádí se souhlasem jedné nebo obou komor zákonodárné a výkonné moci státu. Ratifikační listina slouží jako dokument zavazující stát k mezinárodní smlouvě a může být přijata pouze s validačním podpisem hlavy státu nebo jiného úředníka s plnou mocí ji podepsat. Listina je uložena u generálního tajemníka Organizace spojených národů.
Podle CTBT existuje 195 států přílohy 1, které zahrnují podmnožinu 44 států přílohy 2.
Státy přílohy 1 jsou dohodnuty na konferenci a v současnosti zahrnují všech 193 členských států OSN, Cookovy ostrovy, Svatý stolec a Niue. Všechny státy přílohy 1 se mohou stát členy Výkonné rady, hlavního rozhodovacího orgánu organizace odpovědné za dohled nad její činností. Tyto státy jsou formálně vázány podmínkami smlouvy; jejich ratifikace však není nutná pro nabytí účinnosti smlouvy (pokud nejsou zároveň státem přílohy 2).
Státy přílohy 2 jsou státy, které se formálně účastnily Konference o odzbrojení v roce 1996 a v té době vlastnily jadernou energii nebo výzkumné reaktory.  V příloze 2 je uveden seznam těchto 44 států: Alžírsko, Argentina, Austrálie, Rakousko, Bangladéš, Belgie, Brazílie, Bulharsko, Kanada, Chile, Čína, Kolumbie, Korejská lidově demokratická republika, Demokratická republika Kongo, Egypt, Finsko, Francie, Německo, Maďarsko, Indie, Indonésie, Íránská islámská republika, Izrael, Itálie, Japonsko, Mexiko, Nizozemsko, Norsko, Pákistán, Peru, Polsko, Jižní Korea, Rumunsko, Ruská federace, Slovensko, Jihoafrická republika, Španělsko, Švédsko, Švýcarsko , Turecko, Ukrajina, Spojené království, Spojené státy americké a Vietnam.
Osm států přílohy 2 smlouvu neratifikovalo: Čína, Egypt, Írán, Izrael a Spojené státy již smlouvu podepsaly, zatímco Indie, Severní Korea a Pákistán ji nepodepsaly. Smlouva vstoupí v platnost teprve podpisem a ratifikací výše uvedených států přílohy 2 smlouvy, 180 dní poté, co všechny uloží své ratifikační listiny.

## Souhrn
| Stav                     | Státy přílohy 2 | Státy mimo přílohu 2 | Celkem | Členství                                                                                      |
| ------------------------ | --------------- | -------------------- | ------ | --------------------------------------------------------------------------------------------- |
| Podepsána a ratifikována | 36              | 142                  | 178    | Účastníci CTBT Členské státy Přípravné komise CTBT Členské státy CTBTO (po vstupu v platnost) |
| Jen podepsána            | 5               | 4                    | 9      | Členské státy Přípravné komise CTBT                                                           |
| Nepodepsána              | 3               | 6                    | 9      |                                                                                               |
| Celkem                   | 44              | 152                  | 196    |                                                                                               |

## Ratifikující státy
| Stát                                              | Příloha | Podepsána          | Ratifikována       |
| ------------------------------------------------- | ------- | ------------------ | ------------------ |
| Afghánistán                                       | 1       | 24. září 2003      | 24. září 2003      |
| Albánie                                           | 1       | 27. září 1996      | 23. dubna 2003     |
| Alžírsko                                          | 1, 2    | 15. října 1996     | 11. července 2003  |
| Andorra                                           | 1       | 24. září 1996      | 12. července 2006  |
| Angola                                            | 1       | 27. září 1996      | 20. března 2015    |
| Antigua a Barbuda                                 | 1       | 16. dubna 1997     | 11. ledna 2006     |
| Argentina                                         | 1, 2    | 24. září 1996      | 4. prosince 1998   |
| Arménie                                           | 1       | 1. října 1996      | 12. července 2006  |
| Austrálie                                         | 1, 2    | 24. září 1996      | 9. července 1998   |
| Rakousko                                          | 1, 2    | 24. září 1996      | 13. března 1998    |
| Ázerbájdžán                                       | 1       | 28. července 1997  | 2. února 1999      |
| Bahamy                                            | 1       | 4. února 2005      | 30. listopadu 2007 |
| Bahrajn                                           | 1       | 24. září 1996      | 12. dubna 2004     |
| Bangladéš                                         | 1, 2    | 24. října 1996     | 8. března 2000     |
| Barbados                                          | 1       | 14. ledna 2008     | 14. ledna 2008     |
| Bělorusko                                         | 1       | 24. září 1996      | 13. září 2000      |
| Belgie                                            | 1, 2    | 24. září 1996      | 29. června 1999    |
| Belize                                            | 1       | 14. listopadu 2001 | 26. března 2004    |
| Benin                                             | 1       | 27. září 1996      | 6. března 2001     |
| Bolívie                                           | 1       | 24. září 1996      | 4. října 1999      |
| Bosna a Hercegovina                               | 1       | 24. září 1996      | 26. října 2006     |
| Botswana                                          | 1       | 16. září 2002      | 28. října 2002     |
| Brazílie                                          | 1, 2    | 24. září 1996      | 24. července 1998  |
| Brunej                                            | 1       | 22. ledna 1997     | 10. ledna 2013     |
| Bulharsko                                         | 1, 2    | 24. září 1996      | 29. září 1999      |
| Burkina Faso                                      | 1       | 27. září 1996      | 17. dubna 2002     |
| Burundi                                           | 1       | 24. září 1996      | 24. září 2008      |
| Cabo Verde                                        | 1       | 1. října 1996      | 1. března 2006     |
| Kambodža                                          | 1       | 26. září 1996      | 10. listopadu 2000 |
| Kamerun                                           | 1       | 16. listopadu 2001 | 6. února 2006      |
| Kanada                                            | 1, 2    | 24. září 1996      | 18. prosince 1998  |
| Středoafrická republika                           | 1       | 19. prosince 2001  | 26. května 2010    |
| Čad                                               | 1       | 18. října 1996     | 8. února 2013      |
| Chile                                             | 1, 2    | 24. září 1996      | 12. července 2000  |
| Kolumbie                                          | 1, 2    | 24. září 1996      | 29. ledna 2008     |
| Komory                                            | 1       | 12. prosince 1996  | 19. února 2021     |
| Konžská demokratická republika                    | 1, 2    | 4. října 1996      | 28. září 2004      |
| Konžská republika                                 | 1       | 11. února 1997     | 2. září 2014       |
| Cookovy ostrovy                                   | 1       | 5. prosince 1997   | 6. září 2005       |
| Kostarika                                         | 1       | 24. září 1996      | 25. září 2001      |
| Pobřeží slonoviny                                 | 1       | 25. září 1996      | 11. března 2003    |
| Chorvatsko                                        | 1       | 24. září 1996      | 2. března 2001     |
| Kuba                                              | 1       | 4. února 2021      | 4. února 2021      |
| Kypr                                              | 1       | 24. září 1996      | 18. července 2003  |
| Česko                                             | 1       | 12. listopadu 1996 | 11. září 1997      |
| Dánsko                                            | 1       | 24. září 1996      | 21. prosince 1998  |
| Džibutsko                                         | 1       | 21. října 1996     | 15. července 2005  |
| Dominika                                          | 1       | 25. května 2022    | 30. června 2022    |
| Dominikánská republika                            | 1       | 3. října 1996      | 4. září 2007       |
| Ekvádor                                           | 1       | 24. září 1996      | 12. listopadu 2001 |
| Salvador                                          | 1       | 24. září 1996      | 11. září 1998      |
| Rovníková Guinea                                  | 1       | 9. října 1996      | 21. září 2022      |
| Eritrea                                           | 1       | 11. listopadu 2003 | 11. listopadu 2003 |
| Estonsko                                          | 1       | 20. listopadu 1996 | 13. srpna 1999     |
| Svazijsko                                         | 1       | 24. září 1996      | 21. září 2016      |
| Etiopie                                           | 1       | 25. září 1996      | 8. srpna 2006      |
| Mikronésie                                        | 1       | 24. září 1996      | 25. července 1997  |
| Fidži                                             | 1       | 24. září 1996      | 10. října 1996     |
| Finsko                                            | 1, 2    | 24. září 1996      | 15. ledna 1999     |
| Francie                                           | 1, 2    | 24. září 1996      | 6. dubna 1998      |
| Gabon                                             | 1       | 7. října 1996      | 20. září 2000      |
| Gambie                                            | 1       | 9. dubna 2003      | 24. března 2022    |
| Georgie                                           | 1       | 24. září 1996      | 27. září 2002      |
| Německo                                           | 1, 2    | 24. září 1996      | 20. srpna 1998     |
| Ghana                                             | 1       | 3. října 1996      | 14. června 2011    |
| Řecko                                             | 1       | 24. září 1996      | 21. dubna 1999     |
| Grenada                                           | 1       | 10. října 1996     | 19. srpna 1998     |
| Guatemala                                         | 1       | 20. září 1999      | 12. ledna 2012     |
| Guinea                                            | 1       | 3. října 1996      | 20. září 2011      |
| Guinea-Bissau                                     | 1       | 11. dubna 1997     | 24. září 2013      |
| Guyana                                            | 1       | 7. září 2000       | 7. března 2001     |
| Haiti                                             | 1       | 24. září 1996      | 1. prosince 2005   |
| Vatikán                                           | 1       | 24. září 1996      | 18. července 2001  |
| Honduras                                          | 1       | 25. září 1996      | 30. října 2003     |
| Maďarsko                                          | 1, 2    | 25. září 1996      | 13. července 1999  |
| Island                                            | 1       | 24. září 1996      | 26. června 2000    |
| Indonésie                                         | 1, 2    | 24. září 1996      | 6. února 2012      |
| Irák                                              | 1       | 19. srpna 2008     | 26. září 2013      |
| Irsko                                             | 1       | 24. září 1996      | 15. července 1999  |
| Itálie                                            | 1, 2    | 24. září 1996      | 1. února 1999      |
| Jamajka                                           | 1       | 11. listopadu 1996 | 13. listopadu 2001 |
| Japonsko                                          | 1, 2    | 24. září 1996      | 8. července 1997   |
| Jordánsko                                         | 1       | 26. září 1996      | 25. srpna 1998     |
| Kazachstán                                        | 1       | 30. září 1996      | 14. května 2002    |
| Keňa                                              | 1       | 14. listopadu 1996 | 30. listopadu 2000 |
| Kiribati                                          | 1       | 7. září 2000       | 7. září 2000       |
| Kuvajt                                            | 1       | 24. září 1996      | 6. května 2003     |
| Kyrgyzstán                                        | 1       | 8. října 1996      | 2. října 2003      |
| Laos                                              | 1       | 30. července 1997  | 5. října 2000      |
| Lotyšsko                                          | 1       | 24. září 1996      | 20. listopadu 2001 |
| Libanon                                           | 1       | 16. září 2005      | 11. listopadu 2008 |
| Lesotho                                           | 1       | 30. září 1996      | 14. září 1999      |
| Libérie                                           | 1       | 1. října 1996      | 17. srpna 2009     |
| Libye                                             | 1       | 13. listopadu 2001 | 6. ledna 2004      |
| Lichtenštejnsko                                   | 1       | 27. září 1996      | 21. září 2004      |
| Litva                                             | 1       | 7. října 1996      | 7. února 2000      |
| Lucembursko                                       | 1       | 24. září 1996      | 26. května 1999    |
| Makedonie                                         | 1       | 29. října 1998     | 14. března 2000    |
| Madagaskar                                        | 1       | 9. října 1996      | 15. září 2005      |
| Malawi                                            | 1       | 9. října 1996      | 11. listopadu 2008 |
| Malajsie                                          | 1       | 23. července 1998  | 17. ledna 2008     |
| Maledivy                                          | 1       | 1. října 1997      | 7. září 2000       |
| Mali                                              | 1       | 18. února 1997     | 4. srpna 1999      |
| Malta                                             | 1       | 24. září 1996      | 23. července 2001  |
| Marshallovy ostrovy                               | 1       | 24. září 1996      | 28. října 2009     |
| Mauritánie                                        | 1       | 24. září 1996      | 30. dubna 2003     |
| Mexiko                                            | 1, 2    | 24. září 1996      | 5. října 1999      |
| Moldavsko                                         | 1       | 24. září 1997      | 16. ledna 2007     |
| Monako                                            | 1       | 1. října 1996      | 18. prosince 1998  |
| Mongolsko                                         | 1       | 1. října 1996      | 8. srpna 1997      |
| Černá Hora (nástupnictví od Srbska a Černé Hory)  | 1       | 23. října 2006     | 23. října 2006     |
| Maroko                                            | 1       | 24. září 1996      | 17. dubna 2000     |
| Mosambik                                          | 1       | 26. září 1996      | 4. listopadu 2008  |
| Myanmar (Barma)                                   | 1       | 25. listopadu 1996 | 21. září 2016      |
| Namibie                                           | 1       | 24. září 1996      | 29. června 2001    |
| Nauru                                             | 1       | 8. září 2000       | 12. listopadu 2001 |
| Nizozemsko                                        | 1, 2    | 24. září 1996      | 23. března 1999    |
| Nový Zéland                                       | 1       | 27. září 1996      | 19. března 1999    |
| Nikaragua                                         | 1       | 24. září 1996      | 5. prosince 2000   |
| Niger                                             | 1       | 3. října 1996      | 9. září 2002       |
| Nigérie                                           | 1       | 8. září 2000       | 27. září 2001      |
| Niue                                              | 1       | 9. dubna 2012      | 4. března 2014     |
| Norsko                                            | 1, 2    | 24. září 1996      | 15. července 1999  |
| Omán                                              | 1       | 23. září 1999      | 13. června 2003    |
| Palau                                             | 1       | 12. srpna 2003     | 1. srpna 2007      |
| Panama                                            | 1       | 24. září 1996      | 23. března 1999    |
| Paraguay                                          | 1       | 25. září 1996      | 4. října 2001      |
| Peru                                              | 1, 2    | 25. září 1996      | 12. listopadu 1997 |
| Filipíny                                          | 1       | 24. září 1996      | 23. února 2001     |
| Polsko                                            | 1, 2    | 24. září 1996      | 25. května 1999    |
| Portugalsko                                       | 1       | 24. září 1996      | 26. června 2000    |
| Katar                                             | 1       | 24. září 1996      | 3. března 1997     |
| Rumunsko                                          | 1, 2    | 24. září 1996      | 5. října 1999      |
| Rusko                                             | 1, 2    | 24. září 1996      | 30. června 2000    |
| Rwanda                                            | 1       | 30. listopadu 2004 | 30. listopadu 2004 |
| Svatý Kryštof a Nevis                             | 1       | 23. března 2004    | 27. dubna 2005     |
| Svatá Lucie                                       | 1       | 4. října 1996      | 5. dubna 2001      |
| Svatý Vincenc a Grenadiny                         | 1       | 2. července 2009   | 23. září 2009      |
| Samoa                                             | 1       | 9. října 1996      | 27. září 2002      |
| San Marino                                        | 1       | 7. října 1996      | 12. března 2002    |
| Svatý Tomáš a Princův ostrov                      | 1       | 26. září 1996      | 22. září 2022      |
| Senegal                                           | 1       | 26. září 1996      | 9. června 1999     |
| Srbsko (pokračující členství Srbska a Černé Hory) | 1       | 8. června 2001     | 19. května 2004    |
| Seychely                                          | 1       | 24. září 1996      | 13. dubna 2004     |
| Sierra Leone                                      | 1       | 8. září 2000       | 17. září 2001      |
| Singapur                                          | 1       | 14. ledna 1999     | 10. listopadu 2001 |
| Slovensko                                         | 1, 2    | 30. září 1996      | 3. března 1998     |
| Slovinsko                                         | 1       | 24. září 1996      | 31. srpna 1999     |
| Šalomounovy ostrovy                               | 1       | 3. října 1996      | 20. ledna 2023     |
| Jižní Afrika                                      | 1, 2    | 24. září 1996      | 30. března 1999    |
| Jižní Korea                                       | 1, 2    | 24. září 1996      | 24. září 1999      |
| Španělsko                                         | 1, 2    | 24. září 1996      | 31. července 1998  |
| Srí Lanka                                         | 1       | 24. října 1996     | 25. července 2023  |
| Súdán                                             | 1       | 10. června 2004    | 10. června 2004    |
| Surinam                                           | 1       | 14. ledna 1997     | 7. února 2006      |
| Švédsko                                           | 1, 2    | 24. září 1996      | 2. prosince 1998   |
| Švýcarsko                                         | 1, 2    | 24. září 1996      | 1. října 1999      |
| Tádžikistán                                       | 1       | 7. října 1996      | 10. června 1998    |
| Tanzanie                                          | 1       | 30. září 2004      | 30. září 2004      |
| Thajsko                                           | 1       | 12. listopadu 1996 | 25. září 2018      |
| Východní Timor                                    | 1       | 26. září 2008      | 1. srpna 2022      |
| Togo                                              | 1       | 2. října 1996      | 2. července 2004   |
| Trinidad a Tobago                                 | 1       | 8. října 2009      | 26. května 2010    |
| Tunisko                                           | 1       | 16. října 1996     | 23. září 2004      |
| Turecko                                           | 1, 2    | 24. září 1996      | 16. února 2000     |
| Turkmenistán                                      | 1       | 24. září 1996      | 20. února 1998     |
| Tuvalu                                            | 1       | 25. září 2018      | 31. března 2022    |
| Uganda                                            | 1       | 7. listopadu 1996  | 14. března 2001    |
| Ukrajina                                          | 1, 2    | 27. září 1996      | 23. února 2001     |
| Spojené arabské emiráty                           | 1       | 25. září 1996      | 18. září 2000      |
| Spojené království                                | 1, 2    | 24. září 1996      | 6. dubna 1998      |
| Uruguay                                           | 1       | 24. září 1996      | 21. září 2001      |
| Uzbekistán                                        | 1       | 3. října 1996      | 29. května 1997    |
| Vanuatu                                           | 1       | 24. září 1996      | 16. září 2005      |
| Venezuela                                         | 1       | 3. října 1996      | 13. května 2002    |
| Vietnam                                           | 1, 2    | 24. září 1996      | 10. března 2006    |
| Zambie                                            | 1       | 3. prosince 1996   | 23. února 2006     |
| Zimbabwe                                          | 1       | 13. října 1999     | 13. února 2019     |

## Signatářské státy
Následujících 9 států smlouvu podepsalo, ale neratifikovalo.
| Stát                   | Příloha | Podepsána      |
| ---------------------- | ------- | -------------- |
| Čína                   | 1, 2    | 24. září 1996  |
| Egypt                  | 1, 2    | 14. října 1996 |
| Írán                   | 1, 2    | 24. září 1996  |
| Izrael                 | 1, 2    | 25. září 1996  |
| Nepál                  | 1       | 8. října 1996  |
| Papua Nová Guinea      | 1       | 25. září 1996  |
| Somálsko               | 1       | 8. září 2023   |
| Spojené státy americké | 1, 2    | 24. září 1996  |
| Jemen                  | 1       | 30. září 1996  |

## Nesignatářské státy
Následujících 9 členských států OSN, včetně pozorovatelského státu Palestina, smlouvu nepodepsalo ani k ní nepřistoupilo.
| Stát           | Příloha |
| -------------- | ------- |
| Bhútán         | 1       |
| Indie          | 1, 2    |
| Mauricius      | 1       |
| Severní Korea  | 1, 2    |
| Pákistán       | 1, 2    |
| Saúdská Arábie | 1       |
| Jižní Súdán    | 1       |
| Sýrie          | 1       |
| Tonga          | 1       |

## Průběh ratifikace

### Indie
V roce 1998 Indie prohlásila, že smlouvu podepíše pouze tehdy, pokud Spojené státy předloží plán eliminace svých jaderných zásob, což je podmínka, kterou Spojené státy odmítly.

### Izrael
V roce 2016 izraelský premiér Benjamin Netanjahu řekl, že její ratifikace závisí na „regionálním kontextu a vhodném načasování“.

### Spojené státy
Spojené státy podepsaly CTBT, ale neratifikovaly ji; probíhá diskuse o tom, zda ratifikovat CTBT.
Spojené státy prohlásily, že jejich ratifikace CTBT je podmíněna:
1. Prováděním programu Science Based Stockpile Stewardship Program k zajištění vysoké úrovně důvěry v bezpečnost a spolehlivost jaderných zbraní v aktivních zásobách, včetně provádění široké škály účinných a pokračujících experimentálních programů.
2. Udržováním moderních jaderných laboratorních zařízení a programů v oblasti teoretické a průzkumné jaderné technologie, které přilákají, udrží a zajistí nepřetržitou aplikaci našich lidských vědeckých zdrojů v těch programech, na kterých závisí pokračující pokrok v jaderné technologii.
3. Zachováním základní schopnosti obnovit aktivity jaderných testů zakázaných CTBT, pokud by Spojené státy přestaly být vázány k dodržování této smlouvy
4. Pokračováním komplexního programu výzkumu a vývoje ke zlepšení našich schopností a operací v oblasti monitorování smlouvy.
5. Pokračujícím rozvojem široké škály shromažďování zpravodajských informací a analytických schopností a operací k zajištění přesných a komplexních informací o celosvětovém jaderném arzenálu, programech vývoje jaderných zbraní a souvisejících jaderných programech.
6. Pochopením, že pokud bude prezident Spojených států informován ministrem obrany a ministrem energetiky (DOE) (na základě doporučení Rady pro jaderné zbraně, ředitelů laboratoří jaderných zbraní DOE a velitelů strategického velitelství USA) , že vysoká úroveň důvěry v bezpečnost nebo spolehlivost typu jaderných zbraní, kterou oba tajemníci považují za kritickou pro americký jaderný odstrašující prostředek, by již nemohla být certifikována, prezident by byl po konzultaci s Kongresem připraven odstoupit od CTBT podle standardní doložky o „nejvyšších národních zájmech“, aby bylo možné provést jakékoli požadované testování.[18]

Zastánci ratifikace tvrdí, že by ratifikace:
1. Byla vytvořena mezinárodní norma, která by přiměla k podpisu další země schopné jaderné energie, jako je Severní Korea, Pákistán a Indie.
2. Omezila celosvětové šíření jaderných zbraní tím, že výrazně omezila schopnost zemí dosáhnout jaderného pokroku, který může zajistit pouze testování.
3. Neohrozila americkou národní bezpečnost, protože Science Based Stockpile Stewardship Programme slouží jako prostředek pro udržení současných amerických jaderných kapacit bez fyzických výbuchů.[19]

Odpůrci ratifikace tvrdí, že:
1. Smlouva je neověřitelná a ostatní národy by mohly snadno podvádět.
2. Schopnost prosadit smlouvu byla pochybná.
3. Americké jaderné zásoby by bez testování nebyly tak bezpečné a spolehlivé.
4. Přínos pro nešíření jaderných zbraní byl minimální.[20]

13. října 1999 Senát Spojených států odmítl ratifikaci CTBT. Během své prezidentské volební kampaně v roce 2008 Barack Obama řekl, že „Jako prezident oslovím Senát, abych zajistil ratifikaci CTBT v nejbližším praktickém termínu.“ Ve svém projevu v Praze dne 5. dubna 2009 oznámil, že „Aby byl dosažen globální zákaz jaderných zkoušek, bude moje administrativa okamžitě a agresivně usilovat o ratifikaci Smlouvy o všeobecném zákazu jaderných zkoušek Spojenými státy. Po více než pěti desetiletích rozhovorů nastal čas, aby konečně byly zkoušky jaderných zbraní zakázány." 
Článek v Bulletin of the Atomic Scientists popisuje, jak byl severokorejský podzemní jaderný test z 25. května 2009 detekován a zdroj lokalizován satelity GPS. Autoři naznačují, že účinnost satelitů GPS pro detekci jaderných výbuchů zvyšuje schopnost ověřit soulad se Smlouvou o úplném zákazu jaderných zkoušek, což dává Spojeným státům více důvodů ji ratifikovat.